# Чемпіонат світу з трекових велоперегонів 2017 — командна гонка переслідування (чоловіки)
Змагання в командній гонці переслідування серед чоловіків на Чемпіонаті світу з трекових велоперегонів 2017 відбулись 12 і 13 квітня.

## Результати

### Кваліфікація
8 найшвидших команд виходять у перший раунд. Із них чотири перших місця далі претендують на потрапляння в золотий фінал, а ті, що посіли з 5-го по 8-ме місця - в бронзовий.
| Місце | Ім'я                                                                | Країна          | Час      | Відставання | Примітки |
| ----- | ------------------------------------------------------------------- | --------------- | -------- | ----------- | -------- |
| 1     | Сем Велсфорд Камерон Меєр Келланд О'Браєн Александер Портер         | Австралія       | 3:50.577 |             | Q, CR    |
| 2     | Реган Гоф Пітер Буллінг Ділан Кеннетт Ніколас Кергозу               | Нова Зеландія   | 3:53.422 | +2.845      | Q        |
| 3     | Сімоне Консонні Ліам Бертаццо Філіппо Ганна Франческо Ламон         | Італія          | 3:55.755 | +5.178      | Q        |
| 4     | Бенжамін Томас Томас Деніс Корентен Ермено Флоріан Метр             | Франція         | 3:56.357 | +5.780      | Q        |
| 5     | Стівен Берк Кіан Емаді Енді Теннант Олівер Вуд                      | Велика Британія | 3:58.936 | +8.359      | q        |
| 6     | Віктор Манаков Олександр Євтушенко Олексій Курбатов Сергій Шилов    | Росія           | 3:58.957 | +8.380      | q        |
| 7     | Ліндсей Де Вілдер Кенні Де Кетеле Морено Де Паув Роббе Гіс          | Бельгія         | 3:59.951 | +9.374      | q        |
| 8     | Клаудіо Імхоф Олів'є Бер Франк Паше Сіріл Тьєрі                     | Швейцарія       | 4:00.480 | +9.903      | q        |
| 9     | Шимон Сайнок Алан Банашек Даніель Станішевський Адріан Текліньський | Польща          | 4:02.219 | +11.642     |          |
| 10    | Ніклас Ларсен Юліус Йохансен Фредерік Мадсен Каспер фон Фолсаш      | Данія           | 4:02.443 | +11.866     |          |
| 11    | Рой Ефтінг Діон Бойкебом Рой Пітерс Жан-Віллем ван Схіп             | Нідерланди      | 4:03.273 | +12.696     |          |
| 12    | Лукас Лісс Хеннінг Боммель Керстен Тіле Тео Рейнхардт               | Німеччина       | 4:03.328 | +12.751     |          |
| 13    | Альберт Торрес Елой Теруель Вісенте Гарсія де Матеос Себастьян Мора | Іспанія         | 4:03.424 | +12.847     |          |
| 14    | Роман Цишков Роман Романов Євген Королюк Михайло Шеметов            | Білорусь        | 4:03.656 | +13.079     |          |
| 15    | Фань Ян Цінь Чженьлу Сюе Сиа Фей Юань Чжон                          | КНР             | 4:04.486 | +13.909     |          |
| 16    | Лян Чуньвін Ко Сю Вай Люн Ка Ю Моу Чин Їнь                          | Гонконг         | 4:11.086 | +20.509     |          |
| 17    | Адам Джеймісон Ейден Кейвз Джей Ламоро Бейлі Сімпсон                | Канада          | DSQ[A]   | +20.510     |          |

- A  Канаду дискваліфіковано за порушення статті 3.2.097[4]
- Q = кваліфікувались; претенденти на потрапляння в золотий фінал
- q = кваліфікувались; претенденти на потрапляння в бронзовий фінал

### Перший раунд
Пари в першому раунді визначаються таким чином:

Заїзд 1: 6-та проти 7-ї

Заїзд 2: 5-та проти 8-ї

Заїзд 3: 2-га проти 3-ї

Заїзд 4: 1-ша проти 4-ї
Переможці заїздів 3 і 4 потрапляють у фінал за золоту медаль.
Решта 6 команд посідають місця за часом, із них дві найшвидші виходять у фінал за бронзову медаль.
| Місце | Заїзд | Ім'я                                                                  | Країна          | Час      | Відставання | Примітки |
| ----- | ----- | --------------------------------------------------------------------- | --------------- | -------- | ----------- | -------- |
| 7     | 1     | Віктор Манаков Олександр Євтушенко Vladislav Kulikov Олексій Курбатов | Росія           | 4:00.780 |             |          |
| 8     | 1     | Кенні Де Кетеле Морено Де Паув Роббе Гіс Gerben Thijssen              | Бельгія         | 4:01.727 | +0.947      |          |
| 4     | 2     | Крістофер Летем Марк Стюарт Енді Теннант Олівер Вуд                   | Велика Британія | 3:56.796 |             | QB       |
| 6     | 2     | Клаудіо Імхоф Франк Паше Loïc Perizzolo Сіріл Тьєрі                   | Швейцарія       | 4:00.405 | +3.609      |          |
| 2     | 3     | Реган Гоф Пітер Буллінг Ділан Кеннетт Ніколас Кергозу                 | Нова Зеландія   | 3:54.363 |             | QG       |
| 3     | 3     | Сімоне Консонні Мікеле Скартецціні Ліам Бертаццо Філіппо Ганна        | Італія          | 3:55.945 | +1.582      | QB       |
| 1     | 4     | Сем Велсфорд Келланд О'Браєн Александер Портер Роан Вайт              | Австралія       | 3:54.125 |             | QG       |
| 5     | 4     | Бенжамін Томас Томас Деніс Корентен Ермено Флоріан Метр               | Франція         | 4:00.198 | +6.073      |          |

- QG = кваліфікувались у фінал за золоту медаль
- QB = кваліфікувались у фінал за бронзову медаль

### Фінали
Фінал відбувся о 19:53.
| Місце                    | Ім'я                                                           | Країна          | Час      | Відставання | Примітки |
| ------------------------ | -------------------------------------------------------------- | --------------- | -------- | ----------- | -------- |
| Фінал за золоту медаль   |                                                                |                 |          |             |          |
| 1                        | Сем Велсфорд Камерон Меєр Александер Портер Nicholas Yallouris | Австралія       | 3:51.503 |             |          |
| 2                        | Реган Гоф Пітер Буллінг Ділан Кеннетт Ніколас Кергозу          | Нова Зеландія   | 3:53.979 | +2.476      |          |
| Фінал за бронзову медаль |                                                                |                 |          |             |          |
| 3                        | Сімоне Консонні Ліам Бертаццо Філіппо Ганна Франческо Ламон    | Італія          | 3:56.935 |             |          |
| 4                        | Марк Стюарт Стівен Берк Кіан Емаді Олівер Вуд                  | Велика Британія | 3:58.566 | +1.631      |          |